# Askrigg
Askrigg är en ort och civil parish i Storbritannien.   Den ligger i grevskapet North Yorkshire och riksdelen England, i den centrala delen av landet, 300 km norr om huvudstaden London. Askrigg ligger 226 meter över havet och antalet invånare är 450.
Terrängen runt Askrigg är huvudsakligen lite kuperad. Askrigg ligger nere i en dal. Runt Askrigg är det ganska glesbefolkat, med 38 invånare per kvadratkilometer. Närmaste större samhälle är Leyburn, 16,2 km öster om Askrigg. Trakten runt Askrigg består i huvudsak av gräsmarker.